# Vittoriosa Stars FC
FC Vittoriosa Stars  este o echipă de fotbal din Vittoriosa, Malta